# 도마뱀 (영화)
《도마뱀》은 2006년 개봉된 대한민국의 영화이다.

## 캐스팅
- 강혜정 : 아리 역
- 조승우 : 차조강 역
- 강신일 : 차조강 아버지 역
- 이재용 : 서정 스님 역
- 정성화 : 준철 역
- 박신혜 : 변자 역
- 박건태 : 어린 차조강 역
- 변주연 : 어린 아리 역
- 진경 : 여 선생 역
- 송영규 : 영호 역
- 조현철 : 상혁 역
- 백소미 : 지연 역
- 강이석 : 암환자 아이 역
- 정진영 : 닥터 추 역 (우정출연)
- 우현 : 택시기사 역 (우정출연)
- 이형철 : 닥터 강 역 (우정출연)
- 조련 : 조강 모 역 (우정출연)